# Челси Филд
Челси Филд (енгл. Chelsea Field; Глендејл, Калифорнија, 27. мај 1957) америчка је филмска, позоришна и телевизијска глумица.
Филдова је најпознатија по улози заступнице из СЗГ-а Рите Деверо у серији Морнарички истражитељи: Нови Орлеанс.